# Daily Conversation
Albums de Torae
Allow Me to Reintroduce Myself
(2008)
Singles
1. Get It Done
Sortie : 22 mai 2007

Daily Conversation est le premier album studio de Torae, sorti le 29 janvier 2008.

## Liste des titres
| No  | Titre                                                                               | Contient un (des) sample(s) de | Durée |
| --- | ----------------------------------------------------------------------------------- | --- | ----- |
| 1.  | Intro (Produit par Vega Benetton)                                                   | | 3:50  |
| 2.  | Callin' Me (Produit par Eric G.)                                                    | Calling Out Your Name des Miracles | 3:15  |
| 3.  | Somethin' to See (Produit par Khrysis)                                              | | 3:12  |
| 4.  | The Journey, Part I (Produit par Pavaratti)                                         | | 3:04  |
| 5.  | Click (featuring Skyzoo – Produit par DJ Premier)                                   | I've Never Been a Woman Before de Pat Lundy Bold Achievement de Johnny Pearson Drama Setter de Tony Yayo featuring Eminem et Obie Trice Police State de dead prez Crooklyn des Crooklyn Dodgers | 3:48  |
| 6.  | Fantaztik 4 (featuring Chaundon, Skyzoo et Kil Ripkin – Produit par 9th Wonder)     | Is This the Price? des Four Tops | 3:39  |
| 7.  | Think About It (featuring Teflon – Produit par Eric G.)                             | | 2:57  |
| 8.  | Switch (Produit par Black Milk)                                                     | | 2:45  |
| 9.  | Get It Goin' (Produit par Mr. Attic)                                                | | 3:09  |
| 10. | Save the Day (featuring Sha Stimuli et Kel Spencer – Produit par Khrysis)           | | 3:53  |
| 11. | The Nigguz Is Comin' (featuring Tash – Produit par Khrysis)                         | Run Charlie Run des Temptations | 3:00  |
| 12. | CME the Entity (featuring Skyzoo, Yatta Barz et Zeqway – Produit par Vega Benetton) | | 3:26  |
| 13. | Get It Done (featuring Skyzoo – Produit par DJ Premier)                             | Theme From the Opera "Tzina" de George Duke A to the K d'Akrobatik featuring B-Real | 3:41  |
| 14. | Tayler Made (Produit par Marco Polo)                                                | It's So Sweet (Loving You) du Main Ingredient | 3:26  |
| 15. | Casualty (Produit par Marco Polo)                                                   | | 6:22  |